# میکا یانائوچی
میکا یانائوچی (انگلیسی: Mika Yamauchi؛ زادهٔ ۷ اکتبر ۱۹۶۹) بازیکن والیبال اهل ژاپن بود.